# Njörður

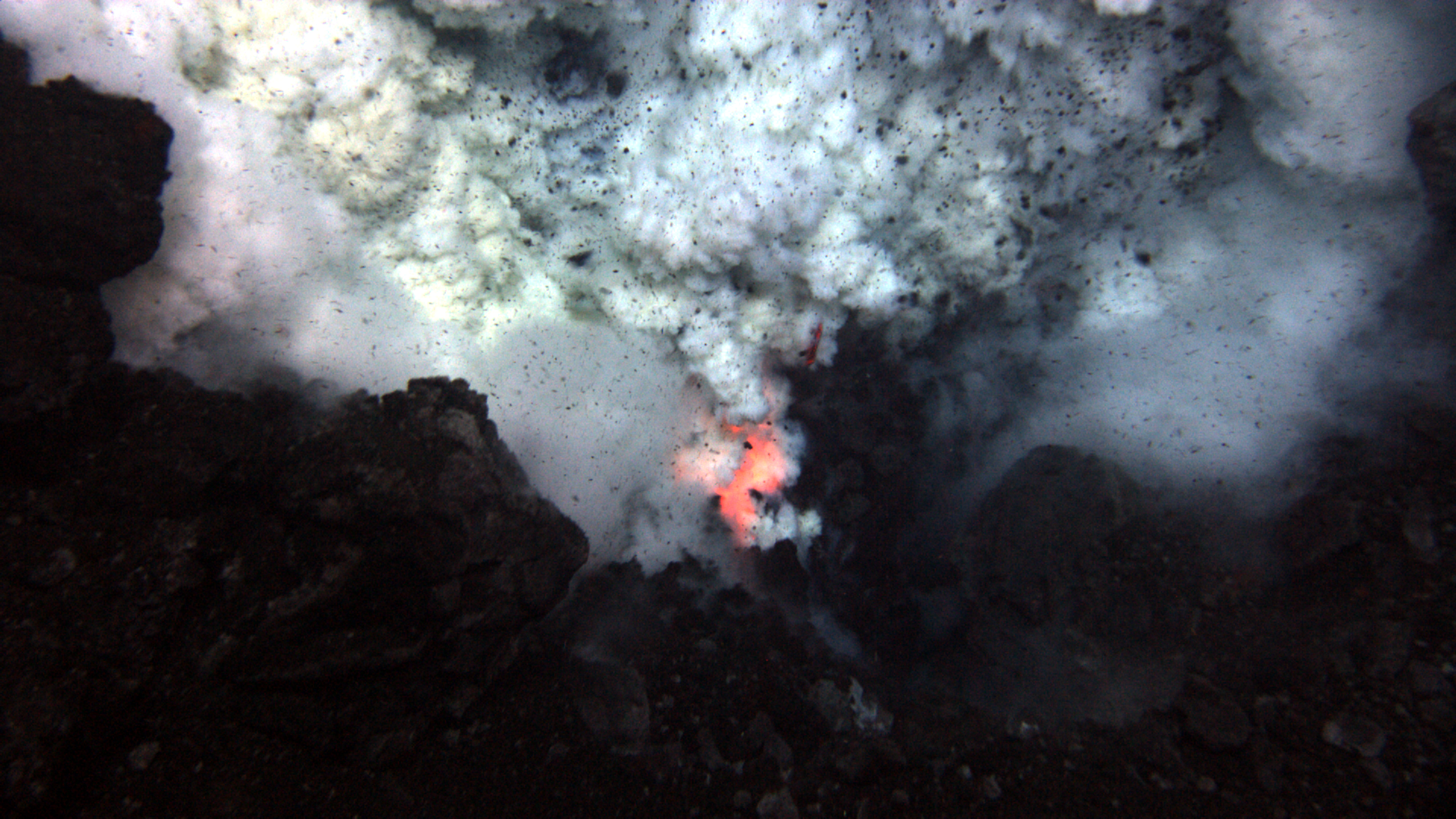
Eruption eines unterseeischen Vulkans

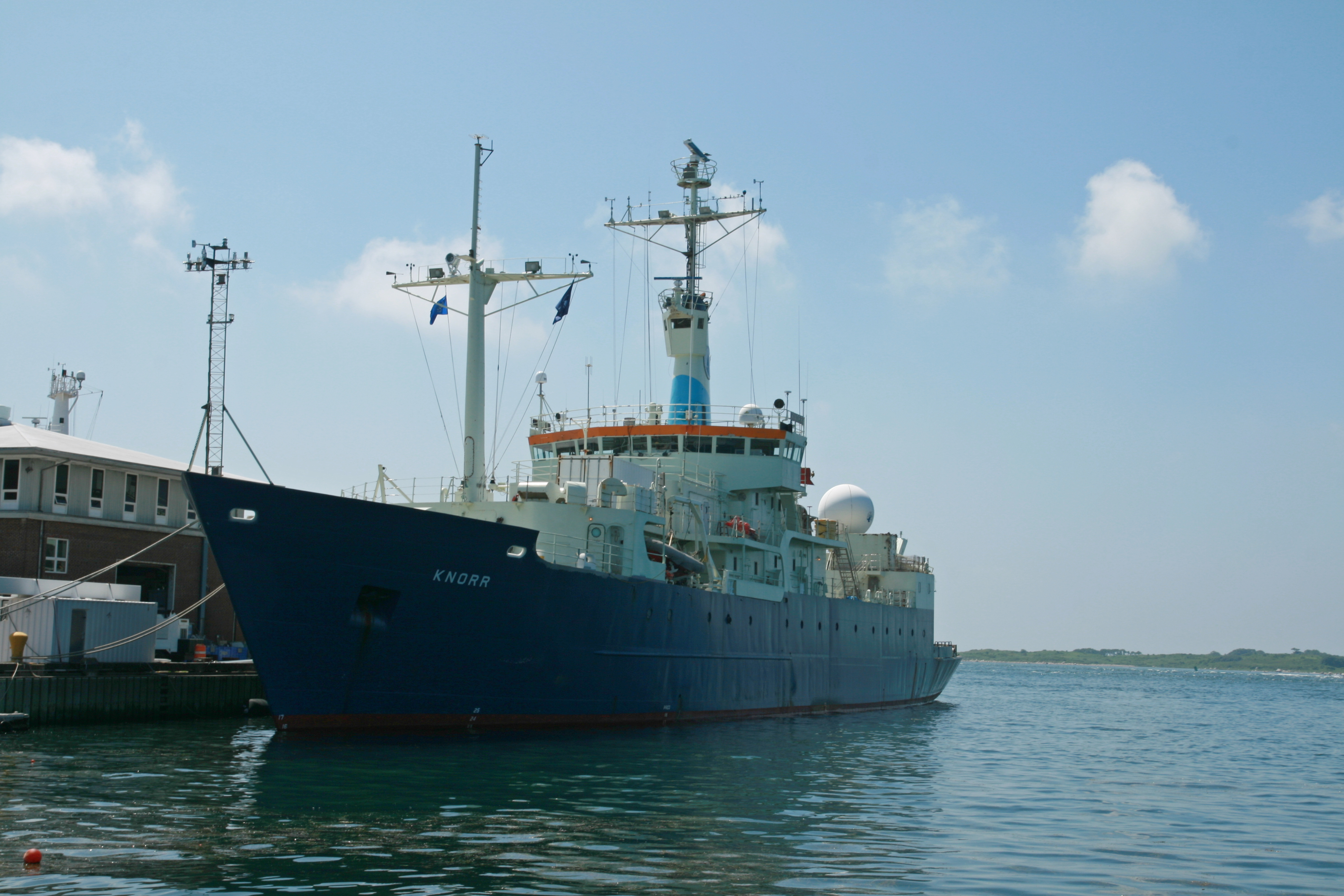
Forschungsschiff R/V Knorr

Njörður ist ein unterseeischer Vulkan an der Südwestküste von Island.

## Lage
Der Vulkan liegt ca. 150 km vom Festland entfernt auf dem Meeresgrund, unmittelbar östlich vor dem Reykjanesrücken, einem unterseeischen Rücken, der ein Teil des Mittelatlantischen Rückens ist. Er verlängert den Festlandsockel, auf dem Island liegt.
Njörður wurde im Jahre 2007 von Wissenschaftlern der Universität Island und der Universität Hawaii entdeckt. Dies geschah anlässlich einer Tauchbootexkursion vom Forschungsschiff R/V Knorr aus.

## Gestalt
Es handelt sich um einen großen Zentralvulkan mit einer umfangreichen Caldera.
Der Fuß des Berges liegt in 900 bis 1200 m unter der Wasseroberfläche, er erhebt sich ca. 500–800 m über die Umgebung und reicht bis 400 m unter die Wasseroberfläche hinauf. Im Querschnitt misst er an seinem Fuß ca. 50 km. Gekrönt wird er von zwei Calderen, darunter eine mit den Maßen 10 × 13 km, die auf ziemlich große eigene Magmakammern schließen lassen.
Das Alter der Caldera wird auf mindestens 120.000 Jahre geschätzt. Sie wird von einem tiefen Graben durchschnitten. Bei genauerer Betrachtung entdeckte man außerdem zahlreiche Ausbruchsspalten.

## Bedeutung
Die Entdeckung eines so großen Zentralvulkans an dieser Stelle überraschte die Geologen. Da sich entlang des Mittelatlantischen Rückens zwei Platten auseinander bewegen, hatte man bisher noch keine solchen großen unterseeischen Vulkangebäude dort entdecken können oder auch nur vermutet. Die Geologen planten für 2008 eine weitere Exkursion, die aber noch nicht durchgeführt wurde.
Der Zentralvulkan Njörður stammt vermutlich aus der Zeit, als die Spreizungszone vor ca. 2,2 Millionen Jahren über die Faxaflói-Bucht hinweg nach Süden reichte.
Der Vulkan ist aktiv, stellt aber keine Bedrohung für die Küstenbewohner Islands dar, da er so tief unter Wasser liegt.